# 春仔花
春仔花也稱纏花、繡線花等，是指用手工纏繞方式製作的一項民間工藝，可以做成花朵或其他造型，常在婚嫁時使用插於髮髻，是台灣閩南傳統技藝之一。閩南族群稱春仔花，在客家族群也有類似的工藝稱為纏花，是台灣北部地區客家人特有的技藝，除髮飾用途外，更多是做為其他的裝飾。春仔花屬於中華民國無形文化資產中，傳統藝術類的文化資產，也是宜蘭縣的傳統藝術文化資產。

## 歷史
春仔花（纏花）結合了剪紙、編織和刺繡等工藝技術，發展起源並無相關的官方史料記載，只能從民俗文化相關研究與耆老與的口述、相關地方志找到資料。台灣的春仔花（纏花）工藝約在英領時期（1885-1894年），隨中國移民流傳來臺，其發展依附於歲時節慶與民間信仰之傳統習俗，1970年代以後，隨社會形態與生活方式的演變，傳統民俗趨於淡薄，纏花工藝也逐日式微。春仔花的名稱記載於《台南市志》:「頭髮飾物則有:頂股針、 金匙仔針…、春仔花、菊仔花、綉線花、綢春花…」與《台北市志》:「造花係用紅綢或綉線織製，稱春仔花、綉線花、綢春花等」中，屬於地區性的民間工藝。

## 使用配戴
「春仔花」一般用於婚嫁吉慶場合，其表現形式有髮簪、供花、胸花、吊墜、燈飾及童帽綴飾等。通常為3公分見方大小的紅花，婦女將之配戴於髮髻以示吉祥；傳統婚禮中，不同的身分會配戴不同樣式的花朵，常見的有百合花、石榴、龜、鹿等基本樣式。

## 地區特色
春仔花又因各地風俗民情的差異衍伸發展自己的特色。在臺灣北部稱為「纏花」，主要以客家族系為代表，客家也稱為線花，臺灣中南部稱春仔花、繡線花（鹿港），主要以閩南族系為代表，在金門稱為「吉仔花」。臺灣主要分為上述三種。

### 臺灣北部及客家族系
臺灣北部地區（新竹、中壢、苗栗、宜蘭）稱春仔花為「纏花」，桃竹苗客家聚落則以纏花或「線花」為其名稱，臺灣客家人早期以纏花童帽、供佛用的供花、看花為主，以及婚嫁上的吉祥髮飾、新娘嫁妝。知名工藝家陳惠美分別於2011年獲宜蘭縣指定為地方、2020年獲文化部指定為重要傳統工藝-纏花工藝保存者。

### 臺灣中南部及閩南族系
臺灣閩南人的「春仔花」，是取台語「春」為「剩」的諧音是用來祈求「年年有餘」的吉兆，在臺灣中南部地區春仔花大多為鹿港製作的樣式，過年時插在供桌碗飯上的春仔花，當地民眾稱之為「飯春」，臺語「春」、「剩」同音，以祈求「年年有餘」。又以當地謝姓及施姓家族為主。謝雅秀於2016年獲彰化縣指定為傳統工藝-纏花工藝保存者。
客家體系以苗栗地區最具代表性，當地作品以大件的花束為主，色彩繽紛華麗，作品置於立式木盒內，擺放於供桌上，取代清供的瓶花。

### 金門地區
金門地區稱為「吉仔花」，這與金門人喜歡栽種石榴有關（又稱「吉仔」），石榴色彩紅艷名稱討喜，加上果實多籽包含了「多子多孫」的意義。過年拜拜，也會將一支小吉、一支雙春插在年糕上。金門地區至今仍普遍使用傳統的「喆仔花」與「雙春花」。

## 工具與材料
春仔花主要的材料為鐵絲、紙片和絲線，不同地域發展出不同的稱呼，但主要製作的工具及工料無太大的差異，整理如下：

### 工具
1. 剪刀：可依需求選用不同大小的剪刀，裁剪紙片、鐵絲及絲線。
2. 鑷子：輔助調整春仔花造型的工具，末端尖銳且無彎曲的鑷子較適用。
3. 尖嘴鉗:輔助調整春仔花的造型工具，內無齒狀的鑷子不傷線較適用。
4. 尺、筆、黏著膠。

### 材料
1. 厚紙板：適合的磅數為280-300磅的硬紙板。
2. 絲線：早期客家纏花使用蠶絲線，現今多用，嫘縈絲線、文化繡線。
3. 鐵絲：春仔花的骨架，用來支撐紙片和塑型。
4. 金銀錫箔紙：以金銀錫箔紙剪成細長條狀，並點綴在花瓣、葉片，稱為「帶金」或「包金」。
5. 竹籤或髮針：固定工藝品做成髮釵。
6. 其他媒材:花芯材料、亮鑽、珠子。

## 工法與工序
春仔花發展出不同地方特色，但表現形式卻不盡相同。基本技法有纏、捻、盤、折、綁、包金銀錫箔、接線等方式，說明如下：
1. 纏：紙片在鐵絲上方，由右向左纏滿，會因手法不同呈現不一樣的線條感。
2. 捻：將絲線包覆鐵絲一端，讓絲線纏裹在鐵絲上。
3. 折：將纏好紙片相互對折，折出葉片或花瓣造型。
4. 盤：將捻線盤成螺紋的技法。
5. 綁：將完成的花瓣、花朵、葉片、捻線圖紋等物件，綁在一起做成構想的作品。
6. 包：將金銀錫箔紙條置於紙片上，以線纏包覆。
7. 接線：當纏線不夠使用時接續的技法。